# 李健 (1958年)
李健（1958年—），出生於台灣，是台北基督徒林森南路禮拜堂的長老，國際歐華神學院的董事會主席，也擔任中華基督徒地方教會聯合差傳協會的理事長，以及台北市吳勇長老生命價值傳承傳協會的理事長。

## 簡介
李健在1958年出生台灣屏東，1983年畢業於台灣大學法律研究所，並於同年結婚，育有一子一女，1990年決定擔任全職服事，按立為台北基督徒林森南路禮拜堂長老，1994年取得中華福音神學院聖經碩士學位，在2003年於華神攻讀教牧博士。李健除了擔任林森南路禮拜堂的長老外，也在好消息衛星電視台的「空中主日學」中固定講授聖經等課程。
建立台北基督徒地方教會的吳勇在2005年過世，其後人和教會成立「吴勇长老人才培育专户」，盼望可以培養出更多吳勇一様的傳道人。李健和其他牧者去歐洲等地佈道時，發現當地華人對教會及牧師的需要，因此成立了國際歐華神學院，希望可以培養當地的華人傳道人，李健也是首屆的董事會董事之一。